# Coccidoxenoides perminutus
Coccidoxenoides perminutus är en stekelart som beskrevs av Girault 1915. Coccidoxenoides perminutus ingår i släktet Coccidoxenoides och familjen sköldlussteklar. Inga underarter finns listade i Catalogue of Life.